# 黒ヘルグループ
黒ヘルグループ（くろヘルグループ）は、1960年代から1970年代初頭に活動した極左暴力集団。個人単位で離合集散を繰り返す特徴があったが、本項では1970年代に組織化された狭義の黒ヘルグループ（鎌田グループ）について記述する。

## 概要
本来、特定のセクトや組織に属さず、黒ヘルメットをかぶりデモや抗議活動に参加する活動家集団であったが、1971年頃から一部が鎌田グループとして集団化し、手製爆弾を使用した武力闘争に走った。同年8月、鳥海山麓の漁師小屋で鉄パイプ爆弾の製造と爆破訓練を実施。この訓練には連合赤軍の森恒夫から「黒ヘルグループを吸収するよう」密命を受けた青砥幹夫も参加している。同年10月23日以降、杉並警察署高円寺駅前派出所などに爆発物を仕掛けて爆発させたほか、12月24日には四谷警察署追分派出所近くで鉄パイプ爆弾を爆発させ警察官2人と通行人7人が重軽傷を負う事件も起こした（新宿クリスマスツリー爆弾事件を参照）。
1972年に入るとアクアラングを使用した自衛艦の爆破、ハイジャックによる逮捕者の奪還と国外逃亡、迫撃砲による警視庁襲撃、鉄橋爆破など様々なテロ活動が計画されたが、実現する前に徐々に警察の捜査網も縮まり、5月10日には3人が逮捕。組織的な活動は終息を迎えた。
グループのリーダーは長期間逃亡したが、1980年3月に逮捕。裁判では無期懲役の判決が言い渡された。

## その他
- グループメンバーの一人は、舞台俳優を務めながら武装闘争に参加。警視庁が製作協力したテレビドラマ「特別機動捜査隊」（1972年6月14日放送「悪女の季節」）にも端役として出演していた。